# Aidablennius sphynx

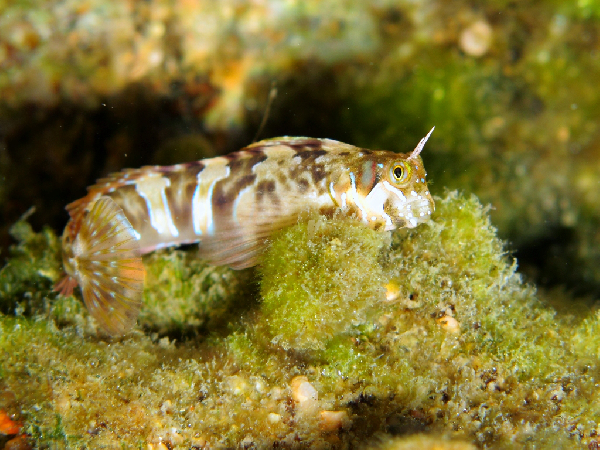
Aidablennius sphynx

La bavosa sfinge (Aidablennius sphynx (Valenciennes, 1836)) è un pesce di mare della famiglia Blenniidae comune nei mari italiani.

## Distribuzione e habitat
È quasi endemica del mar Mediterraneo, infatti fuori da questo mare si trova solo in un ristretto tratto delle coste del Marocco. È presente anche in mar Nero. Nei mari italiani è frequentissima.
Vive a profondità molto ridotte, non superiori a 1 metro, su rocce ricoperte di alghe. È una specie stenohalina che non si spinge mai nelle acque salmastre.

## Descrizione
Aspetto generale tipico dei blennidi, i caratteri per il riconoscimento sono i seguenti:
- profilo del capo subverticale
- pinna dorsale con una profonda intaccatura al centro
- tentacolo oculare sottile e non ramificato
- colore beige con barre scure abbastanza larghe con bordura azzurra o bianca.

Il maschio ha la parte anteriore della pinna dorsale molto più alta della femmina, ornata da strisce serpeggianti rosse e blu ed ha dietro l'occhio una macchia ocellare verde con bordo rosso.

Raggiunge i 7 cm.

## Biologia
Vive nelle pozze di scogliera ricche d'alghe, dove trova un ottimo habitat per cibarsi e nascondersi.

### Alimentazione
Si nutre sia di alghe e detriti che prevalentemente di piccoli invertebrati acquatici.

### Riproduzione
Avviene in estate in spaccature degli scogli, in acque bassissime. Le uova sono adesive e vengono attivamente guardate dal maschio.

## Acquariofilia
È una specie apprezzata per gli acquari mediterranei.